# Turtó

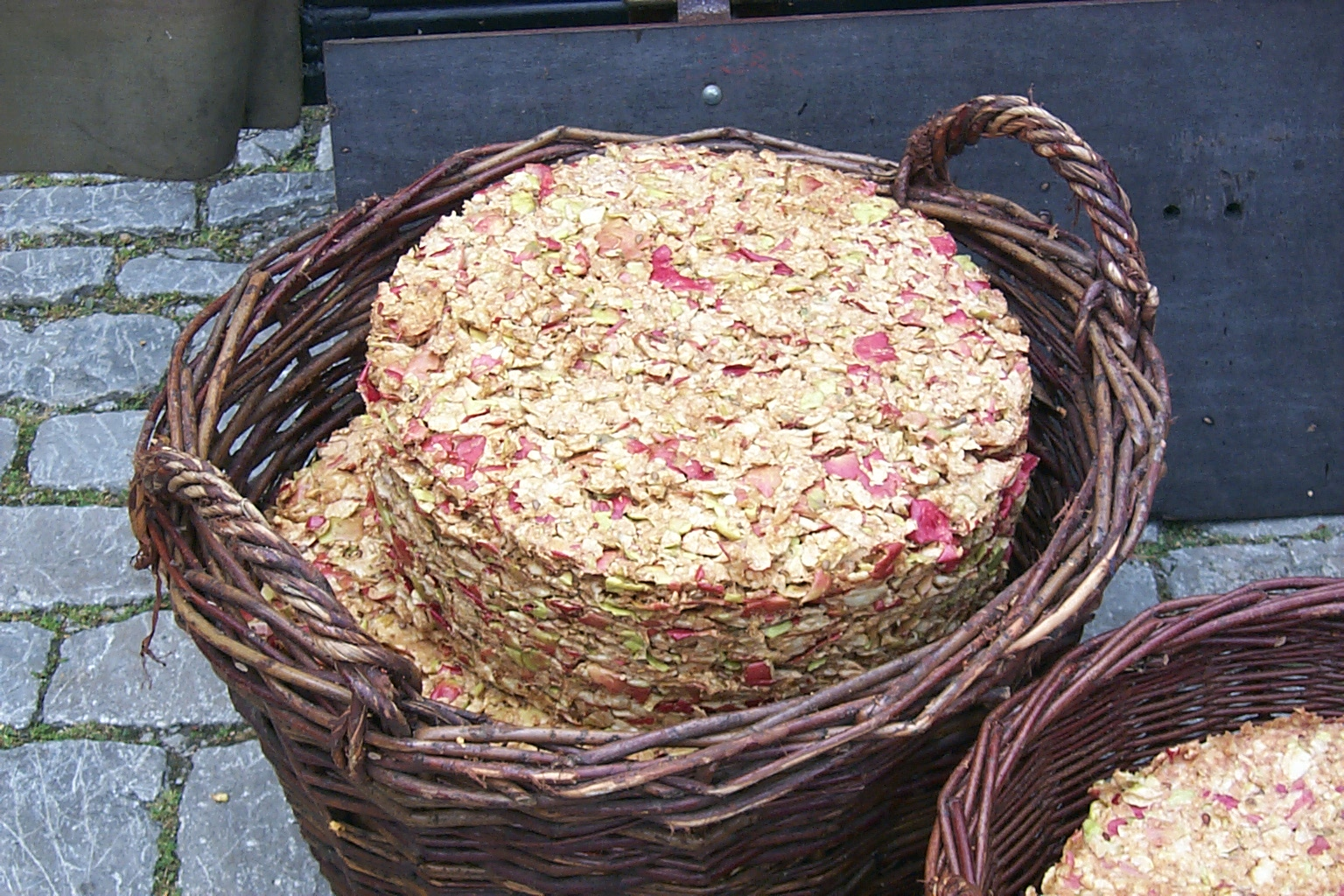
Turtó de manzana (para sidra) prensada.

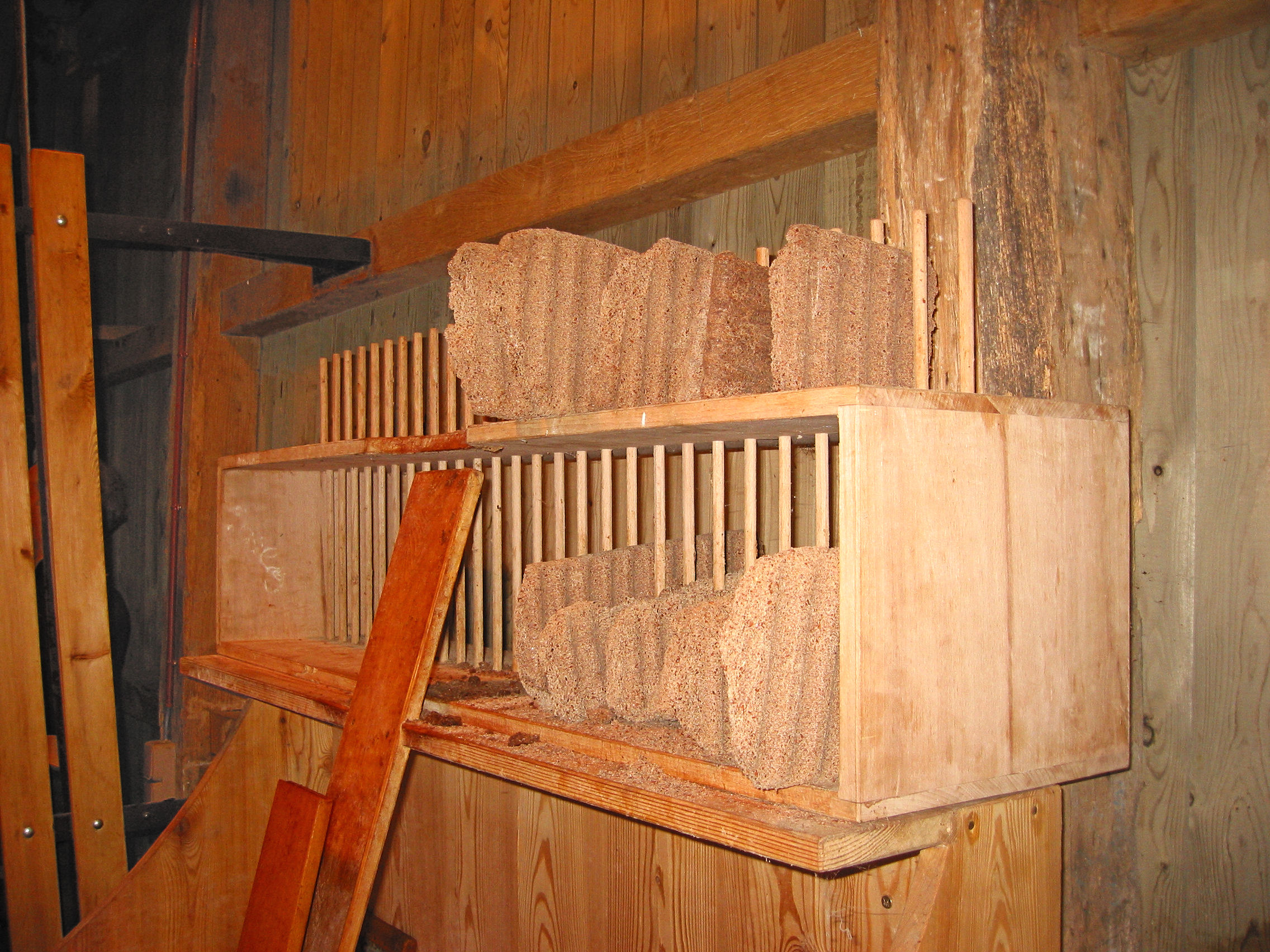
Turtó de aceite de pipas de melón.

Los turtós o tortas de prensa (del francés: torteau / tourteaux, en inglés genéricamente se llaman press cake u oil cake) son los residuos sólidos obtenidos tras la extracción del aceite de las semillas o los frutos oleaginosos. También se denominan harinas. Son los subproductos resultantes de la trituración y prensado en la fabricación del aceite. Normalmente representan del 50 al 75 % de la masa de las semillas. Son el segundo grupo de los alimentos que se dan a los animales de granja (después de los cereales).
De manera más amplia se puede considerar también turtó los residuos prensados de productos no oleaginosos.

## Tipos de turtó
Hay tantos tipos de Turtós como de aceites de plantas oleaginosas:
- Aceite de almendra
- Aceite de avellana
- Aceite de cacahuete
- Aceite de cártamo
- Aceite de colza
- Aceite de coco
- Aceite de algodón: Las semillas contienen un producto tóxico, el gossipol, que hay que eliminar antes del prensado.[1]
- Aceite de karité (en cosmética)
- Aceite de lino
- Aceite de maíz: Turtós de germen de las semillas de maíz
- Aceite de mostaza: Turtós tóxicos
- Aceite de nabo
- Aceite de nuez
- Aceite de oliva
- Aceite de palma
- Aceite de amapola
- Aceite de ricino: turtó muy tóxico
- Aceite de sésamo
- Aceite de soja: en inglés se denomina Soybean meal.
- Aceite de girasol

## Proceso de fabricación

### Presión
Hay dos procedimientos posibles:
La presión discontinua en frío
El aceite (sobre todo los aceites de oliva y de nueces) se extrae por presiones sucesivas a una temperatura inferior a 80 °C. El rendimiento es bajo, los turtós conservan por este motivo entre el 6 y 12 % de materias grasas.
La presión continua en caliente
Precalentados hasta 90 °C, las semillas son prensadas hasta que la temperatura alcanza los 120 °C. El rendimiento sube (el turtó conserva del 4 al 6 % de materias grasas).

### Extracción
A las semillas a menudo se les quita la capa exterior que dificulta la extracción. Los lípidos se extraen por solubilización en una solución acuosa en solventes orgánicos, como el hexano, calentados a 50-60 °C y por percolación a contracorriente durante 4-5 horas.
Acto seguido se destila la mezcla de aceite y de solvente para separarlos calentando a 115-120 °C por aspiración e inyección de vapor.
En este caso el rendimiento es superior dando unos turtós casi sin aceite (0,5 % a 2,5 %).
Las dos técnicas se pueden aplicar de forma sucesiva para los granos ricos en materias grasas (girasol, colza, lino).
Los turtós que quedan casi sin aceite se presentan en forma de finas partículas, harina (ej. colza) o de trocitos (soja). Los turtós pueden estar rehumidificats y comprimidos en gránulos (ej. soja, girasol, algodón).

## Uso en alimentación de animales
Algunas variantes de la torta de prensa se utilizan para alimentar animales. Son muy importantes porque son su principal fuente de proteína y también tienen mucha celulosa que sólo pueden digerir los rumiantes. Los turtós más utilizados son:
- El turtó de soja (un 70 % de los tutorías consumidos en Europa)
- El turtó de colza
- El turtó de girasol